# 24K Magic (chanson)
Pour l’article homonyme, voir 24K Magic.
Singles de Bruno Mars
Uptown Funk
(2014) That's What I Like
(2017)
24K Magic (prononcer « twenty-four karat magic ») est une chanson de Bruno Mars sortie en single le 7 octobre 2016, premier extrait de l'album du même titre.
Elle a remporté le Grammy Award de l'enregistrement de l'année lors de la 60e cérémonie des Grammy Awards.

## Classements hebdomadaires
| Classement (2016-2017)                  | Meilleure position |
| --------------------------------------- | ------------------ |
| Allemagne (GfK Entertainment)           | 14                 |
| Australie (ARIA)                        | 3                  |
| Autriche (Ö3 Austria Top 40)            | 22                 |
| Belgique (Flandre Ultratop 50 Singles)  | 1                  |
| Belgique (Wallonie Ultratop 50 Singles) | 3                  |
| Canada (Canadian Hot 100)               | 3                  |
| Danemark (Tracklisten)                  | 18                 |
| Espagne (PROMUSICAE)                    | 9                  |
| États-Unis (Billboard Hot 100)          | 4                  |
| France (SNEP)                           | 1                  |
| Irlande (IRMA)                          | 10                 |
| Italie (FIMI)                           | 16                 |
| Norvège (VG-lista)                      | 16                 |
| Nouvelle-Zélande (RMNZ)                 | 1                  |
| Pays-Bas (Single Top 100)               | 5                  |
| Portugal (AFP)                          | 4                  |
| Royaume-Uni (UK Singles Chart)          | 5                  |
| Suède (Sverigetopplistan)               | 22                 |
| Suisse (Schweizer Hitparade)            | 9                  |

## Certifications
| Pays                    | Certification | Date       | Unités certifiées                    |
| ----------------------- | ------------- | ---------- | ------------------------------------ |
| Allemagne (BVMI)        | Platine       | 2023       | 400 000                              |
| Australie (ARIA)        | 5 × Platine   | 07/02/2019 | 350 000                              |
| Belgique (BEA)          | Platine       | 27/01/2017 | 20 000                               |
| Canada (Music Canada)   | 6 × Platine   | 31/05/2021 | 480 000                              |
| Danemark (IFPI)         | Platine       | 24/04/2018 | 90 000                               |
| Espagne (Promusicae)    | 2 × Platine   | 2017       | 120 000                              |
| États-Unis (RIAA)       | 5 × Platine   | 09/02/2018 | 5 000 000                            |
| France (SNEP)           | Diamant       | 23/06/2017 | 35 000 000 (en équivalent streaming) |
| Italie (FIMI)           | 2 × Platine   | 2022       | 100 000                              |
| Nouvelle-Zélande (RMNZ) | Platine       | 2017       | 30 000                               |
| Pologne (ZPAV)          | Platine       | 10/11/2021 | 50 000                               |
| Portugal (AFP)          | Platine       | 2019       | 10 000                               |
| Royaume-Uni (BPI)       | 3 × Platine   | 11/04/2025 | 1 800 000                            |
| Suède (GLF)             | Platine       | -          | 40 000                               |
| Suisse (IFPI)           | Or            | 2017       | 15 000                               |